# Liste der griechischen Töpfer und Vasenmaler/C

## Namentlich bekannte Künstler
| Name             | Wikidata               | Profession             | Herkunft               | Stil                   | Zeit                   | Bemerkung                                                      | Beispiel               |
| ---------------- | ---------------------- | ---------------------- | ---------------------- | ---------------------- | ---------------------- | -------------------------------------------------------------- | ---------------------- |
| Lucius Canoleius |                        | Töpfer                 | Cales                  | CA                     | 3/3 3. Jh. / 2. Jh.    | Produzent Calenischer Keramik                                  |                        |
| Chachrylion      | siehe unter Kachrylion | siehe unter Kachrylion | siehe unter Kachrylion | siehe unter Kachrylion | siehe unter Kachrylion | siehe unter Kachrylion                                         | siehe unter Kachrylion |
| Chairestratos    |                        | Töpfer                 | Attika                 |                        | um 500                 | nur schriftlich belegt                                         |                        |
| Chares           |                        | Vasenmaler             | Korinth                | SF                     | 2/4 6. Jh.             |                                                                |                        |
| Charinos         |                        | Töpfer                 | Attika                 | RF                     | 520/500                | Töpfer von Kopfgefäßen                                         |                        |
| Charitaios       |                        | Töpfer                 | Attika                 | SF                     | 540/30                 | Kleinmeister                                                   |                        |
| Cheiron          |                        | Töpfer                 | Attika                 | SF                     | 2/4 6. Jh.             | möglicherweise ist auch Cheidon oder Pheidon der korrekte Name |                        |
| Chelis           |                        | Töpfer                 | Attika                 | SF/RF                  | 520/500                |                                                                |                        |
| Chiron           |                        | Töpfer                 | Attika                 | SF                     | 2/2 6. Jh.             | Kleinmeister                                                   |                        |

## Nicht namentlich bekannte Künstler (Notnamen)
| Name                                       | Wikidata                                            | Profession                                          | Herkunft                                            | Stil                                                | Zeit                                                | Bemerkung | Beispiel                                            |
| ------------------------------------------ | --------------------------------------------------- | --------------------------------------------------- | --------------------------------------------------- | --------------------------------------------------- | --------------------------------------------------- | --- | --------------------------------------------------- |
| C-Maler                                    |                                                     | Vasenmaler                                          | Attika                                              | SF                                                  | 575/555                                             | |                                                     |
| C-Töpfer                                   |                                                     | Vasenmaler                                          | Attika                                              | SF                                                  |                                                     | Töpfer der Eukleo-Klasse und der Leagros-Gruppe                                                                          |                                                     |
| C-47-Maler                                 |                                                     | Vasenmaler                                          | Korinth                                             | SF                                                  |                                                     | |                                                     |
| CA-Maler                                   |                                                     | Vasenmaler                                          | Kampanien                                           | RF                                                  | 2/3 4. Jh.                                          | Hauptvertreter der Cumae-A-Werkstatt (CA-Gruppe)                                                                         |                                                     |
| Maler von C.M. 390                         |                                                     | Vasenmaler                                          | Attika                                              | RF                                                  |                                                     | auch Maler von Cabinet des Médailles 390 und Maler von Cab. Méd. 390 genannt                                             |                                                     |
| Maler von C.M. 1073                        |                                                     | Vasenmaler                                          | Attika                                              | RF                                                  |                                                     | auch Maler von Cabinet des Médailles 1073 und Maler von Cab. Méd. 1073 genannt                                           |                                                     |
| Maler von Cab. Méd. 390                    | siehe unter Maler von C.M. 390                      | siehe unter Maler von C.M. 390                      | siehe unter Maler von C.M. 390                      | siehe unter Maler von C.M. 390                      | siehe unter Maler von C.M. 390                      | siehe unter Maler von C.M. 390                                                                                           | siehe unter Maler von C.M. 390                      |
| Maler von Cab. Méd. 1073                   | siehe unter Maler von C.M. 1073                     | siehe unter Maler von C.M. 1073                     | siehe unter Maler von C.M. 1073                     | siehe unter Maler von C.M. 1073                     | siehe unter Maler von C.M. 1073                     | siehe unter Maler von C.M. 1073                                                                                          | siehe unter Maler von C.M. 1073                     |
| Maler von Cabinet des Médailles 390        | siehe unter Maler von C.M. 390                      | siehe unter Maler von C.M. 390                      | siehe unter Maler von C.M. 390                      | siehe unter Maler von C.M. 390                      | siehe unter Maler von C.M. 390                      | siehe unter Maler von C.M. 390                                                                                           | siehe unter Maler von C.M. 390                      |
| Maler von Cabinet des Médailles 1073       | siehe unter Maler von C.M. 1073                     | siehe unter Maler von C.M. 1073                     | siehe unter Maler von C.M. 1073                     | siehe unter Maler von C.M. 1073                     | siehe unter Maler von C.M. 1073                     | siehe unter Maler von C.M. 1073                                                                                          | siehe unter Maler von C.M. 1073                     |
| Caeretaner Castellani-Maler                |                                                     | Vasenmaler                                          | Etrurien                                            | RF                                                  | 3/4 4. Jh.                                          | |                                                     |
| Caivano-Maler                              |                                                     | Vasenmaler                                          | Kampanien                                           | RF                                                  | Mitte 4. Jh.                                        | |                                                     |
| Calliope-Maler                             | siehe unter Kalliope-Maler                          | siehe unter Kalliope-Maler                          | siehe unter Kalliope-Maler                          | siehe unter Kalliope-Maler                          | siehe unter Kalliope-Maler                          | siehe unter Kalliope-Maler                                                                                               | siehe unter Kalliope-Maler                          |
| Maler von Cambridge 1.02                   |                                                     | Vasenmaler                                          | Attika                                              | RF                                                  |                                                     | |                                                     |
| Maler von Cambridge 3.17                   |                                                     | Vasenmaler                                          | Attika                                              | RF/WG                                               |                                                     | |                                                     |
| Maler von Cambridge 28.2                   |                                                     | Vasenmaler                                          | Attika                                              | RF/WG                                               | 3/4 5. Jh.                                          | |                                                     |
| Maler von Cambridge 47                     |                                                     | Vasenmaler                                          | Attika                                              | SF                                                  | Mitte 6. Jh.                                        | |                                                     |
| Maler von Cambridge 51                     |                                                     | Vasenmaler                                          | Attika                                              | SF                                                  | Ende 6. Jh.                                         | |                                                     |
| Maler von Cambridge 61                     |                                                     | Vasenmaler                                          | Attika                                              | SF                                                  |                                                     | |                                                     |
| Maler von Cambridge 62                     |                                                     | Vasenmaler                                          | Attika                                              | SF                                                  |                                                     | |                                                     |
| Maler von Cambridge 72                     |                                                     | Vasenmaler                                          | Attika                                              | RF                                                  |                                                     | |                                                     |
| Maler der Cambridger Hischylos-Schale      |                                                     | Vasenmaler                                          | Attika                                              | RF                                                  |                                                     | |                                                     |
| Camel-Maler                                | siehe unter Kamel-Maler                             | siehe unter Kamel-Maler                             | siehe unter Kamel-Maler                             | siehe unter Kamel-Maler                             | siehe unter Kamel-Maler                             | siehe unter Kamel-Maler                                                                                                  | siehe unter Kamel-Maler                             |
| Campana-Maler                              |                                                     | Vasenmaler                                          | Attika                                              | SF                                                  |                                                     | |                                                     |
| Camtar-Maler                               |                                                     | Vasenmaler                                          | Attika                                              | SF                                                  | 2/3 6. Jh.                                          | |                                                     |
| Camucia-Maler                              |                                                     | Vasenmaler                                          | Attika                                              | RF                                                  | Mitte 5. Jh.                                        | |                                                     |
| Maler von Candia 7789                      |                                                     | Vasenmaler                                          | Korinth                                             | SF                                                  | 625/600                                             | |                                                     |
| Canessa-Maler                              |                                                     | Vasenmaler                                          | Korinth                                             | SF                                                  | 590/70                                              | |                                                     |
| Capesthorne-Maler                          |                                                     | Vasenmaler                                          | Attika                                              | RF                                                  |                                                     | |                                                     |
| Capodarso-Maler                            |                                                     | Vasenmaler                                          | Sizilien                                            | RF                                                  | 3/4 4. Jh.                                          | |                                                     |
| Capodimonte-Maler                          |                                                     | Vasenmaler                                          | Apulien                                             | RF                                                  | 4/4 4. Jh.                                          | gehört zur Capodimonte-Helm-Gruppe                                                                                       |                                                     |
| Capua-Maler                                |                                                     | Vasenmaler                                          | Kampanien                                           | RF                                                  |                                                     | |                                                     |
| Maler von Capua 7528                       |                                                     | Vasenmaler                                          | Apulien                                             | RF                                                  |                                                     | |                                                     |
| Maler des Capuaner Silen                   |                                                     | Vasenmaler                                          | Kampanien                                           | RF                                                  | 4. Jh.                                              | auch Maler des Silen in Capua; gehört zur nach ihm benannten Capua-Silen-Gruppe                                          |                                                     |
| Carlsberg-Maler                            |                                                     | Vasenmaler                                          | Attika                                              | RF/WG                                               | 435/20                                              | |                                                     |
| Carroussel-Maler                           | siehe unter Karussell-Maler                         | siehe unter Karussell-Maler                         | siehe unter Karussell-Maler                         | siehe unter Karussell-Maler                         | siehe unter Karussell-Maler                         | siehe unter Karussell-Maler                                                                                              | siehe unter Karussell-Maler                         |
| Cartellino-Maler                           |                                                     | Vasenmaler                                          | Attika                                              | RF                                                  | um 470                                              | |                                                     |
| Casale-del-Fosso-Maler                     |                                                     | Vasenmaler                                          | Etrurien                                            | EG                                                  | 3/4 8. Jh.                                          | |                                                     |
| Cassandra-Maler                            | siehe unter Kassandra-Maler                         | siehe unter Kassandra-Maler                         | siehe unter Kassandra-Maler                         | siehe unter Kassandra-Maler                         | siehe unter Kassandra-Maler                         | siehe unter Kassandra-Maler                                                                                              | siehe unter Kassandra-Maler                         |
| Castelgiorgio-Maler                        |                                                     | Vasenmaler                                          | Attika                                              | RF                                                  | 1/4 5. Jh.                                          | |                                                     |
| Castellani-Maler                           |                                                     | Vasenmaler                                          | Attika                                              | SF                                                  | 2/4 6. Jh.                                          | |                                                     |
| Castellani-Maler                           |                                                     | Vasenmaler                                          | Etrurien                                            | EK                                                  | 1/2 6. Jh.                                          | gehört zur Polychromen Gruppe                                                                                            |                                                     |
| Maler von Catania 737                      |                                                     | Vasenmaler                                          | Kampanien                                           | RF                                                  |                                                     | |                                                     |
| Cavalkade-Maler                            | siehe unter Kavalcade-Maler                         | siehe unter Kavalcade-Maler                         | siehe unter Kavalcade-Maler                         | siehe unter Kavalcade-Maler                         | siehe unter Kavalcade-Maler                         | siehe unter Kavalcade-Maler                                                                                              | siehe unter Kavalcade-Maler                         |
| Caylis-Maler                               |                                                     | Vasenmaler                                          |                                                     |                                                     |                                                     | |                                                     |
| Caylus-Maler                               |                                                     | Vasenmaler                                          | Attika                                              | SF                                                  | 510 / 1/4 5. Jh.                                    | |                                                     |
| Cefalù-Maler                               |                                                     | Vasenmaler                                          | Sizilien                                            | RF                                                  | 4. Jh.                                              | |                                                     |
| Cesnola-Maler                              |                                                     | Vasenmaler                                          | Euböa                                               | SG                                                  |                                                     | etwa 750–740 v. Chr. |                                                     |
| Chaire-Maler                               |                                                     | Vasenmaler                                          | Attika                                              | RF                                                  | um 500                                              | gehört zum Coarser Wing II                                                                                               |                                                     |
| Chairias-Maler                             |                                                     | Vasenmaler                                          | Attika                                              | RF                                                  | Ende 6. Jh.                                         | |                                                     |
| Chairippos-Maler                           |                                                     | Vasenmaler                                          | Attika                                              | RF                                                  | 1/4 5. Jh.                                          | |                                                     |
| Chaironeia-Maler                           |                                                     | Vasenmaler                                          | Korinth                                             | SF                                                  |                                                     | gehört zur Chaironeia-Gruppe                                                                                             |                                                     |
| Maler der chalkidischen Amphora in Leipzig |                                                     | Vasenmaler                                          | Chalkidike                                          | SF                                                  | 3/4 5. Jh.                                          | |                                                     |
| Chamay-Maler                               |                                                     | Vasenmaler                                          | Apulien                                             | RF                                                  | 340-330                                             | |                                                     |
| Chania-Maler                               |                                                     | Vasenmaler                                          | Attika                                              | RF                                                  |                                                     | |                                                     |
| Chariot-Maler                              | siehe unter Streitwagen-Maler                       | siehe unter Streitwagen-Maler                       | siehe unter Streitwagen-Maler                       | siehe unter Streitwagen-Maler                       | siehe unter Streitwagen-Maler                       | siehe unter Streitwagen-Maler                                                                                            | siehe unter Streitwagen-Maler                       |
| Charmides-Maler                            |                                                     | Vasenmaler                                          | Attika                                              | RF                                                  | 1/2 5. Jh.                                          | |                                                     |
| Charon-Maler                               | siehe unter Sabouroff-Maler                         | siehe unter Sabouroff-Maler                         | siehe unter Sabouroff-Maler                         | siehe unter Sabouroff-Maler                         | siehe unter Sabouroff-Maler                         | siehe unter Sabouroff-Maler                                                                                              | siehe unter Sabouroff-Maler                         |
| Charops-Maler                              |                                                     | Vasenmaler                                          | Attika                                              | RF                                                  | Ende 6. Jahrhundert                                 | gehört zum Coarser Wing II                                                                                               |                                                     |
| Charter House-Maler                        |                                                     | Vasenmaler                                          | Attika                                              | SF                                                  |                                                     | |                                                     |
| Chelis-Maler                               |                                                     | Vasenmaler                                          | Attika                                              | RF                                                  |                                                     | benannt nach dem Töpfer Chelis; um den Maler wurde eine Gruppe des Chelis-Malers herausgearbeitet                        |                                                     |
| Chicago-Maler                              |                                                     | Vasenmaler                                          | Attika                                              | RF                                                  | Mitte 5. Jh.                                        | |                                                     |
| Chiesa-Maler                               |                                                     | Vasenmaler                                          | Apulien                                             | RF                                                  | Mitte 4. Jh.                                        | |                                                     |
| Chigi-Maler                                |                                                     | Vasenmaler                                          | Korinth                                             | PK                                                  | 3/4 7. Jh.                                          | Hauptvertreter der Chigi-Gruppe, auch als Macmillan-Maler bekannt, möglicherweise auch mit dem Ekphantos-Maler identisch |                                                     |
| Chimaira-Maler                             | siehe unter Nessos-Maler                            | siehe unter Nessos-Maler                            | siehe unter Nessos-Maler                            | siehe unter Nessos-Maler                            | siehe unter Nessos-Maler                            | siehe unter Nessos-Maler                                                                                                 | siehe unter Nessos-Maler                            |
| Chimaira-Maler                             |                                                     | Vasenmaler                                          | Korinth                                             | SF                                                  | 600/570                                             | auch Chimaera-Maler, gehört zur Chimaira-Gruppe                                                                          |                                                     |
| Chimaira-Maler                             |                                                     | Vasenmaler                                          | Lakonien                                            | SF                                                  | 2/2 6. Jh.                                          | |                                                     |
| Chimaira und Nettos-Maler                  | siehe unter Nessos-Maler                            | siehe unter Nessos-Maler                            | siehe unter Nessos-Maler                            | siehe unter Nessos-Maler                            | siehe unter Nessos-Maler                            | siehe unter Nessos-Maler                                                                                                 | siehe unter Nessos-Maler                            |
| Chimavera-Maler                            | siehe unter Nessos-Maler                            | siehe unter Nessos-Maler                            | siehe unter Nessos-Maler                            | siehe unter Nessos-Maler                            | siehe unter Nessos-Maler                            | siehe unter Nessos-Maler                                                                                                 | siehe unter Nessos-Maler                            |
| Chini-Maler                                |                                                     | Vasenmaler                                          | Apulien                                             | RF                                                  | Mitte 4. Jh.                                        | |                                                     |
| Chiusi-Maler                               |                                                     | Vasenmaler                                          | Attika                                              | SF                                                  | 520/10                                              | gehört zur Leagros-Gruppe                                                                                                |                                                     |
| Choephoren-Maler                           |                                                     | Vasenmaler                                          | Lukanien                                            | RF                                                  | 1/4 4. Jh.                                          | auch Choephoroi-Maler |                                                     |
| Choes-Maler                                |                                                     | Vasenmaler                                          | Apulien                                             | RF                                                  |                                                     | |                                                     |
| Choregos-Maler                             |                                                     | Vasenmaler                                          | Apulien                                             | RF                                                  | 390-370                                             | |                                                     |
| Christie-Maler                             |                                                     | Vasenmaler                                          | Attika                                              | RF                                                  | 3/4 5. Jh.                                          | gehört zur Polygnot-Gruppe                                                                                               |                                                     |
| Chrysis-Maler                              |                                                     | Vasenmaler                                          | Attika                                              | RF                                                  |                                                     | |                                                     |
| Maler von Chur K 55                        |                                                     | Vasenmaler                                          | Kampanien                                           | RF                                                  | 3/3 4. Jh.                                          | |                                                     |
| Civico-Maler                               |                                                     | Vasenmaler                                          | Attika                                              | SF                                                  | 575/555                                             | |                                                     |
| Maler von Clermont-Ferrand                 |                                                     | Vasenmaler                                          | Korinth                                             | PK                                                  |                                                     | |                                                     |
| Cleveland-Maler                            |                                                     | Vasenmaler                                          | Attika                                              | RF                                                  | 2/4 5. Jh.                                          | |                                                     |
| Clio-Maler                                 | siehe unter Klio-Maler                              | siehe unter Klio-Maler                              | siehe unter Klio-Maler                              | siehe unter Klio-Maler                              | siehe unter Klio-Maler                              | siehe unter Klio-Maler                                                                                                   | siehe unter Klio-Maler                              |
| Club-foot-Töpfer                           |                                                     | Töpfer                                              | Attika                                              | SF                                                  | Ende 6. Jh.                                         | |                                                     |
| Code-Annodate-Maler                        |                                                     | Vasenmaler                                          | Etrurien                                            | EK                                                  | 1/2 6. Jh.                                          | |                                                     |
| Code Bianche-Maler                         |                                                     | Vasenmaler                                          | Kampanien                                           | SF                                                  | 1/4 5. Jh.                                          | Hauptvertreter der Gruppe des Code Bianche-Maler                                                                         |                                                     |
| Coghill-Maler                              |                                                     | Vasenmaler                                          | Attika                                              | RF                                                  | 3/4 5. Jh.                                          | gehört zur Polygnot-Gruppe                                                                                               |                                                     |
| Maler von Coghill 988                      |                                                     | Vasenmaler                                          | Attika                                              | SF                                                  |                                                     | |                                                     |
| Colmar-Maler                               | siehe unter Colmarer Maler                          | siehe unter Colmarer Maler                          | siehe unter Colmarer Maler                          | siehe unter Colmarer Maler                          | siehe unter Colmarer Maler                          | siehe unter Colmarer Maler                                                                                               | siehe unter Colmarer Maler                          |
| Colmarer Maler                             |                                                     | Vasenmaler                                          | Attika                                              | RF                                                  | Anfang 5. Jh.                                       | auch Colmar-Maler |                                                     |
| Columbus-Maler                             | siehe unter Kolumbus-Maler                          | siehe unter Kolumbus-Maler                          | siehe unter Kolumbus-Maler                          | siehe unter Kolumbus-Maler                          | siehe unter Kolumbus-Maler                          | siehe unter Kolumbus-Maler                                                                                               | siehe unter Kolumbus-Maler                          |
| Comacchio-Maler                            |                                                     | Vasenmaler                                          | Attika                                              | RF                                                  | Mitte 5. Jh.                                        | |                                                     |
| Maler von Como C 62                        |                                                     | Vasenmaler                                          | Apulien                                             | RF                                                  | 340/05                                              | |                                                     |
| Maler von Como C 73                        |                                                     | Vasenmaler                                          | Apulien                                             | RF                                                  |                                                     | |                                                     |
| Compiègne-Maler                            |                                                     | Vasenmaler                                          | Apulien                                             | RF                                                  | Mitte 4. Jh.                                        | |                                                     |
| Conca-Maler                                |                                                     | Vasenmaler                                          | Attika                                              | RF                                                  |                                                     | |                                                     |
| Maler von Conservatori 164                 |                                                     | Vasenmaler                                          | Apulien                                             | RF                                                  | Mitte 4. Jh.                                        | |                                                     |
| Constantini-Maler                          |                                                     | Vasenmaler                                          | Apulien                                             | RF                                                  | 4/4 4. Jh.                                          | |                                                     |
| Coperchio-Maler                            |                                                     | Vasenmaler                                          | Attika                                              | RF                                                  | 3/4 5. Jh.                                          | |                                                     |
| Corinth                                    | Keramiker beginnend mit Corinth siehe unter Korinth | Keramiker beginnend mit Corinth siehe unter Korinth | Keramiker beginnend mit Corinth siehe unter Korinth | Keramiker beginnend mit Corinth siehe unter Korinth | Keramiker beginnend mit Corinth siehe unter Korinth | Keramiker beginnend mit Corinth siehe unter Korinth                                                                      | Keramiker beginnend mit Corinth siehe unter Korinth |
| Corona-Maler                               |                                                     | Vasenmaler                                          | Attika                                              | SF                                                  |                                                     | auch Korona-Maler |                                                     |
| Cortellino-Maler                           |                                                     | Vasenmaler                                          | Attika                                              | RF                                                  | 3/4 5. Jh.                                          | |                                                     |
| Cotugno-Maler                              |                                                     | Vasenmaler                                          | Apulien                                             | RF                                                  | 370/60                                              | |                                                     |
| Creusa-Maler                               | siehe unter Kreusa-Maler                            | siehe unter Kreusa-Maler                            | siehe unter Kreusa-Maler                            | siehe unter Kreusa-Maler                            | siehe unter Kreusa-Maler                            | siehe unter Kreusa-Maler                                                                                                 | siehe unter Kreusa-Maler                            |
| Crossed Diptych Painter                    |                                                     | Vasenmaler                                          | Apulien                                             | RF                                                  | Mitte 4. Jh.                                        | |                                                     |
| Curti-Maler                                |                                                     | Vasenmaler                                          | Attika                                              | RF                                                  | 3/4 5. Jh.                                          | gehört zur Polygnot-Gruppe                                                                                               |                                                     |
| Cutler-Maler                               |                                                     | Vasenmaler                                          | Lukanien                                            | RF                                                  | um 380                                              | |                                                     |
| Curtius-Maler                              |                                                     | Vasenmaler                                          | Attika                                              | RF                                                  |                                                     | |                                                     |

## Gruppen
| Name                                   | Wikidata                             | Profession                           | Herkunft                             | Stil                                 | Zeit                                 | Bemerkung | Beispiel                             |
| -------------------------------------- | ------------------------------------ | ------------------------------------ | ------------------------------------ | ------------------------------------ | ------------------------------------ | --- | ------------------------------------ |
| C-Gruppe                               |                                      | Vasenmaler                           | Attika                               | SF                                   | Mitte 6. Jh.                         | |                                      |
| CA-Gruppe                              |                                      | Vasenmaler                           | Kampanien                            | RF                                   | 2/2 4. Jh.                           | auch Apulianisierende Gruppe; bedeutendster und namengebender Vertreter war der CA-Maler, andere Vertreter waren der APZ-Maler, der Boston-Ready-Maler, der Efeublatt-Maler, die St. Antimo-Gruppe, die Warschau-Gruppe, die Horseman-Group, der Toulouse-Maler und der Maler von New York Gr. 1000 |                                      |
| Caeretan Figured Group                 |                                      | Vasenmaler                           | Etrurien                             | RF                                   | 2/2 4. Jh.                           | |                                      |
| Caeretaner Miniaturstil-Gruppe         |                                      | Vasenmaler                           | Etrurien                             | EK                                   | Ende 7. Jh.                          | |                                      |
| Gruppe der Caeretaner Schuppenamphoren |                                      | Vasenmaler                           | Etrurien                             | EK                                   |                                      | |                                      |
| Gruppe von Cambridge 49                |                                      | Vasenmaler                           | Attika                               | SF                                   | 4/4 6. Jh.                           | auch Klasse von Cambridge 49 |                                      |
| Gruppe von Cambridge 73                |                                      | Vasenmaler                           | Attika                               | RF                                   | auch Gruppe von Cambridge G 73       | |                                      |
| Gruppe von Cambridge G 73              | siehe unter Gruppe von Cambridge 73  | siehe unter Gruppe von Cambridge 73  | siehe unter Gruppe von Cambridge 73  | siehe unter Gruppe von Cambridge 73  | siehe unter Gruppe von Cambridge 73  | siehe unter Gruppe von Cambridge 73 | siehe unter Gruppe von Cambridge 73  |
| Gruppe des Cambridge-Askos             |                                      | Vasenmaler                           | Attika                               | RF                                   |                                      | |                                      |
| Camarina Head Group                    |                                      | Vasenmaler                           | Sizilien                             | RF                                   | 320-310                              | gehört zur Borelli-Gruppe |                                      |
| Campana-Gruppe                         | siehe unter Gruppe der Campana-Dinoi | siehe unter Gruppe der Campana-Dinoi | siehe unter Gruppe der Campana-Dinoi | siehe unter Gruppe der Campana-Dinoi | siehe unter Gruppe der Campana-Dinoi | siehe unter Gruppe der Campana-Dinoi | siehe unter Gruppe der Campana-Dinoi |
| Gruppe der Campana-Dinoi               |                                      | Vasenmaler                           | Nordionien oder Etrurien             | SF                                   | 3/4 6. Jh.                           | auch Gruppe der „Campana“-Dinoi oder Campana-Gruppe; die beiden Maler der Gruppe sind der Ribbon-Maler und der Maler von Louvre E 736 |                                      |
| siehe unter Campana-Gattung            |                                      |                                      |                                      |                                      |                                      | |                                      |
| Campanizzante-Gruppe                   |                                      | Vasenmaler                           | Etrurien                             |                                      |                                      | |                                      |
| Capodimonte-Gruppe                     |                                      | Vasenmaler                           | Attika                               | SF                                   | Ende 6. Jh.                          | nicht mit dem Capodimonte-Maler assoziiert |                                      |
| Capodimonte-Helm-Gruppe                |                                      | Töpfer                               | Apulien                              | RF                                   | 325–305                              | besteht aus dem Capodimonte-Maler und dem Helm-Maler |                                      |
| Capua-Silen-Gruppe                     |                                      | Vasenmaler                           | Kampanien                            | RF                                   | Mitte 4. Jh.                         | zur Gruppe gehören der Maler des Silen in Capua und der Maler von Neapel 146751 |                                      |
| Caron-Gruppe                           |                                      | Vasenmaler                           | Attika                               | RF                                   | 3/4 6. Jh.                           | Kleinmeister |                                      |
| Carovigno-Gruppe                       |                                      | Töpfermaler                          | Japygien                             | MK                                   | Ende 4. Jh.                          | |                                      |
| Casteleapuano-Weißvogel-Gruppe         | siehe unter Weißvogel-Gruppe         | siehe unter Weißvogel-Gruppe         | siehe unter Weißvogel-Gruppe         | siehe unter Weißvogel-Gruppe         | siehe unter Weißvogel-Gruppe         | siehe unter Weißvogel-Gruppe | siehe unter Weißvogel-Gruppe         |
| Gruppe von Catania 737                 |                                      | Vasenmaler                           | Kampanien                            | RF                                   |                                      | |                                      |
| Gruppe von Catania 4292                |                                      | Vasenmaler                           | Sizilien                             | RF                                   |                                      | gehört zur Lentini-Gruppe |                                      |
| Cefalù-Gruppe                          |                                      | Vasenmaler                           | Sizilien                             | RF                                   |                                      | gehört zur Ätna-Gruppe |                                      |
| Chaironeia-Gruppe                      |                                      | Vasenmaler                           | Korinth                              | SF                                   |                                      | zur Gruppe gehört der namengebende Chaironeia-Maler |                                      |
| Chalki-Gruppe                          |                                      | Vasenmaler                           | Attika                               | RF                                   | 1/2 4. Jh.                           | |                                      |
| Chanenko-Gruppe                        |                                      | Vasenmaler                           | Kampanien                            | KA                                   | 3/3 6. Jh.                           | |                                      |
| Chaplet-Gruppe                         |                                      | Vasenmaler                           | Apulien                              | RF                                   |                                      | zur Gruppe gehört der Maler von Bologns 498 |                                      |
| Charikleides-Gruppe                    |                                      | Vasenmaler                           | Attika                               | SF                                   |                                      | Maler Panathenäischer Preisamphoren |                                      |
| Chariot-Gruppe                         |                                      | Vasenmaler                           | Kampanien                            | RF                                   | 3/3 4. Jh.                           | |                                      |
| Charon-Gruppe                          |                                      | Vasenmaler                           | Attika                               | SF                                   |                                      | Kleinmeister |                                      |
| Gruppe des Chelis-Malers               |                                      | Vasenmaler                           | Attika                               | RF                                   | 4/4 6. Jh.                           | Gruppe um den Chelis-Maler |                                      |
| CHC-Gruppe                             |                                      | Vasenmaler                           | Attika                               | SF                                   | Ende 5./ Anfang 4. Jh.               | Maler der Pistias-Klasse |                                      |
| Chevron-Gruppe                         |                                      | Vasenmaler                           | Apulien                              | RF                                   | 4/4 4. Jh.                           | |                                      |
| Chigi-Gruppe                           |                                      | Vasenmaler                           | Korinth                              | PK                                   | 660/40                               | benannt nach dem Chigi-Maler |                                      |
| Chimaera-Gruppe                        |                                      | Vasenmaler                           | Korinth                              | SF                                   | 490/80                               | auch Chimaira-Gruppe, zur Gruppe gehört der namengebende Chimaira-Maler, daneben der Otterlo-Maler |                                      |
| Chini Floral Group                     |                                      | Vasenmaler                           | Apulien                              | RF                                   |                                      | |                                      |
| Chiusi-Gruppe                          |                                      | Töpfermaler                          | Etrurien                             | RF                                   | 2/2 4. Jh.                           | Schöpfer von figürlichen Vasen |                                      |
| Chiusiner Pyxidiengruppe               |                                      | Vasenmaler                           | Etrurien                             | SF                                   | 525–490                              | |                                      |
| Choën-Gruppe                           | siehe unter Choes-Gruppe             | siehe unter Choes-Gruppe             | siehe unter Choes-Gruppe             | siehe unter Choes-Gruppe             | siehe unter Choes-Gruppe             | siehe unter Choes-Gruppe | siehe unter Choes-Gruppe             |
| Choes-Gruppe                           |                                      | Vasenmaler                           | Apulien                              | RF                                   | 2/4 4. Jh.                           | auch Choën-Gruppe |                                      |
| Clephan-Gruppe                         |                                      | Vasenmaler                           | Attika                               | RF                                   |                                      | |                                      |
| Cleveland-Gruppe                       |                                      | Vasenmaler                           | Apulien                              | RF                                   |                                      | |                                      |
| Gruppe von Cleveland 16.1061           |                                      | Vasenmaler                           | Attika                               | SF                                   |                                      | |                                      |
| Clusium-Gruppe                         |                                      | Vasenmaler                           | Etrurien                             | RF/PL                                | Mitte 4. Jh.                         | zur Gruppe gehört der Maler F, Untergruppe ist die Tondo-Gruppe mit mehreren Malerhänden |                                      |
| Clusium-Volterra-Gruppe                |                                      | Vasenmaler                           | Etrurien                             | RF                                   | um 300                               | |                                      |
| Cock-Gruppe                            | siehe unter Hahn-Gruppe              | siehe unter Hahn-Gruppe              | siehe unter Hahn-Gruppe              | siehe unter Hahn-Gruppe              | siehe unter Hahn-Gruppe              | siehe unter Hahn-Gruppe | siehe unter Hahn-Gruppe              |
| Cocomb-Gruppe                          |                                      | Vasenmaler                           | Korinth                              | SF                                   | Ende 7. Jh.                          | |                                      |
| Gruppe des Code Bianche-Maler          |                                      | Vasenmaler                           | Kampanien                            | SF                                   | 1/4 5. Jh.                           | Hauptvertreter ist der Code Bianchi-Maler |                                      |
| Coghill-Gruppe                         |                                      | Vasenmaler                           | Attika                               | RF                                   | Mitte 5. Jh.                         | |                                      |
| Como-Gruppe                            |                                      | Vasenmaler                           | Apulien                              | RF                                   |                                      | |                                      |
| Gruppe von Como C 62                   |                                      | Vasenmaler                           | Apulien                              | RF                                   | 320/10                               | |                                      |
| Gruppe von Como C 63                   |                                      | Vasenmaler                           | Apulien                              | RF                                   | 340/30                               | |                                      |
| Gruppe von Compiègne 985               |                                      | Töpfer                               | Attika                               | SF                                   |                                      | |                                      |
| Gruppe von Compiègne 988               |                                      | Vasenmaler                           | Attika                               | SF                                   | 4/4 6. Jh.                           | |                                      |
| Cook-Gruppe                            | siehe unter Cook-Klasse              | siehe unter Cook-Klasse              | siehe unter Cook-Klasse              | siehe unter Cook-Klasse              | siehe unter Cook-Klasse              | siehe unter Cook-Klasse | siehe unter Cook-Klasse              |
| Corchiano-Gruppe                       |                                      | Vasenmaler                           | Attika                               | SF                                   | um 520                               | |                                      |
| Courting Cups Gruppe                   |                                      | Vasenmaler                           | Attika                               | SF                                   | 3/3 6. Jh.                           | englisch Group of the Courting Cups |                                      |
| Cumae-Gruppe                           |                                      | Vasenmaler                           | Korinth                              | PK                                   |                                      | |                                      |

## Klassen
| Name                                 | Wikidata                            | Profession                          | Herkunft                            | Stil                                | Zeit                                | Bemerkung                                                                                                   | Beispiel                            |
| ------------------------------------ | ----------------------------------- | ----------------------------------- | ----------------------------------- | ----------------------------------- | ----------------------------------- | --- | ----------------------------------- |
| C-Klasse                             | siehe unter Charinos-Klasse         | siehe unter Charinos-Klasse         | siehe unter Charinos-Klasse         | siehe unter Charinos-Klasse         | siehe unter Charinos-Klasse         | siehe unter Charinos-Klasse                                                                                 | siehe unter Charinos-Klasse         |
| Klasse von C.M. 218                  |                                     | Vasenmaler                          | Attika                              | SF/WG                               | 3/3 6. Jh.                          | auch Klasse von Cabinet des Médailles 218 und Klasse von Cab. Méd. 218 genannt                              |                                     |
| Klasse von Cab. Méd. 218             | siehe unter Klasse von C.M. 218     | siehe unter Klasse von C.M. 218     | siehe unter Klasse von C.M. 218     | siehe unter Klasse von C.M. 218     | siehe unter Klasse von C.M. 218     | siehe unter Klasse von C.M. 218                                                                             | siehe unter Klasse von C.M. 218     |
| Klasse von Cabinet des Médailles 218 | siehe unter Klasse von C.M. 218     | siehe unter Klasse von C.M. 218     | siehe unter Klasse von C.M. 218     | siehe unter Klasse von C.M. 218     | siehe unter Klasse von C.M. 218     | siehe unter Klasse von C.M. 218                                                                             | siehe unter Klasse von C.M. 218     |
| Klasse von Cambridge 7/25            |                                     | Vasenmaler                          | Attika oder Böotien                 | OR                                  | 1/3 7. Jh.                          | auch Gruppe des Kraters Cambridge 7/25 beziehungsweise Gruppe des Kraters Fitzwilliam Museum Cambridge 7/25 |                                     |
| Klasse von Cambridge 49              | siehe unter Gruppe von Cambridge 49 | siehe unter Gruppe von Cambridge 49 | siehe unter Gruppe von Cambridge 49 | siehe unter Gruppe von Cambridge 49 | siehe unter Gruppe von Cambridge 49 | siehe unter Gruppe von Cambridge 49                                                                         | siehe unter Gruppe von Cambridge 49 |
| Klasse von Cambridge 162             |                                     | Vasenmaler                          | Attika                              | SF                                  |                                     | |                                     |
| Canessa-Klasse                       | siehe unter Klasse S                | siehe unter Klasse S                | siehe unter Klasse S                | siehe unter Klasse S                | siehe unter Klasse S                | siehe unter Klasse S                                                                                        | siehe unter Klasse S                |
| Canessa-Klasse der Kopfvasen         | siehe unter Klasse S                | siehe unter Klasse S                | siehe unter Klasse S                | siehe unter Klasse S                | siehe unter Klasse S                | siehe unter Klasse S                                                                                        | siehe unter Klasse S                |
| Catania-Klasse                       |                                     | Töpfer                              | Attika                              | SF                                  | um 500                              | |                                     |
| Chairete-Klasse                      |                                     | Töpfer                              | Attika                              | RF/PL                               |                                     | |                                     |
| Charinos-Klasse                      |                                     | Töpfer                              | Attika                              | RF/PL                               |                                     | auch Klasse C, benannt nach dem Töpfer Charinos                                                             |                                     |
| Klasse der Chous in Sydney           | siehe unter Klasse der Sydney-Chous | siehe unter Klasse der Sydney-Chous | siehe unter Klasse der Sydney-Chous | siehe unter Klasse der Sydney-Chous | siehe unter Klasse der Sydney-Chous | siehe unter Klasse der Sydney-Chous                                                                         | siehe unter Klasse der Sydney-Chous |
| CL-Klasse                            |                                     | Töpfer                              | Attika                              | SF/RF/WG                            | 2/4 5. Jh.                          | auch Klasse CL                                                                                              |                                     |
| Cock-Klasse                          | siehe unter Hahn-Gruppe             | siehe unter Hahn-Gruppe             | siehe unter Hahn-Gruppe             | siehe unter Hahn-Gruppe             | siehe unter Hahn-Gruppe             | siehe unter Hahn-Gruppe                                                                                     | siehe unter Hahn-Gruppe             |
| Collar-of-Esses-Klasse               |                                     | Töpfer                              | Attika                              | SF                                  |                                     | |                                     |
| Conservatori-Klasse                  |                                     | Töpfer                              | Attika                              | SF                                  |                                     | |                                     |
| Cook-Klasse                          |                                     | Töpfer                              | Attika                              | RF/PL                               | 1/4 5. Jh.                          | Töpfer plastischer Gefäße, auch Cook-Gruppe                                                                 |                                     |
| Klasse des Czartoryski-Kantharos     |                                     | Töpfer                              | Attika                              | RF                                  |                                     | |                                     |

## Werkstätten
| Name                        | Wikidata | Profession  | Herkunft  | Stil | Zeit       | Bemerkung | Beispiel |
| --------------------------- | -------- | ----------- | --------- | ---- | ---------- | --- | -------- |
| Calabresi Urn Workshop      |          | Töpfermaler | Etrurien  | WR   | 3/4 7. Jh. | |          |
| Cassandra-Parrish-Werkstatt |          | Töpfermaler | Kampanien | RF   | 2/2 4. Jh. | in der Werkstatt arbeiteten unter anderem die namensgebenden Cassandra- und Parrish-Maler sowie der VPH-Maler, der Maler von Würzburg L 879, die Maler der Drei-Punkte-Gruppe, der Pluton-Maler, der Adelaide-S. Prisco-Maler und der Maler der sitzenden Nike |          |
| Chevron-Werkstatt           |          | Töpfermaler | Attika    | RF   |            | |          |